# Hildebrandtina tuberculata
Hildebrandtina tuberculata es una especie de insecto coleóptero de la familia Chrysomelidae. Fue descrita científicamente en 1948 por Bechyne.